# Chiesa di Sant'Andrea Apostolo (Subiaco)
La chiesa di Sant'Andrea Apostolo è la parrocchiale di Subiaco, in città metropolitana di Roma Capitale e diocesi di Tivoli; fa parte della quinta vicaria.

## Storia
Nel IX secolo, in seguito alle incursioni dei saraceni, gli abitanti di Subiaco si spostarono dalla zona dell'antica pieve di San Lorenzo Martire verso l'altra riva dell'Aniene e poi, dopo la costruzione della rocca abbaziale, attorno ad essa.
Nel XII secolo vennero istituite le parrocchie di San Martino Vescovo, San Pietro Apostolo, San Giovanni Battista, Sant'Andrea Apostolo e Santa Maria ad Martyres; tuttavia, nel 1556 il vescovo di Tivoli Giovanni Andrea Croce, su proposta dell'abate commendatario Marcantonio Colonna, aggregò le prime tre alla quarta, mentre l'ultima rimase indipendente.
Nel 1773 venne approvata la riedificazione della chiesa di Sant'Andrea e l'abate cardinale Giannangelo Braschi ne affidò il progetto all'architetto Pietro Camporese; tre anni dopo iniziarono i lavori e nel 1789 l'opera fu portata a compimento, con la consacrazione impartita il 22 maggio di quell'anno dallo stesso Braschi, nel frattempo eletto pontefice, anche se la facciata poté dirsi ultimata solo nel 1795.
Nel 1876 la chiesa venne elevata al rango di cattedrale dell'abbazia territoriale di Subiaco ma nel 1915 fu declassata a concattedrale a vantaggio della chiesa di Santa Scolastica.
L'edificio subì gravissimi danni durante i bombardamenti angloamericani del maggio-giugno 1944 e, così, tra il 1945 e il 1952 venne interessato da un laborioso intervento di ripristino secondo i disegni originali; al termine dei lavori, il 14 dicembre di quell'anno papa Pio XII conferì alla chiesa il titolo di basilica minore.
L'adeguamento liturgico secondo i canoni postconciliari fu condotto nel 1970 e in quest'occasione venne realizzato l'altare rivolto verso l'assemblea.
Nel 2002, come stabilito dal decreto Venerabilis Abbatia Sublacensis della Congregazione per i vescovi, la parrocchia di Sant'Andrea Apostolo è confluita nella diocesi di Tivoli.

## Descrizione

### Esterno
La facciata a capanna della chiesa, rivolta a nord, è suddivisa da una cornice marcapiano in due registri, entrambi scanditi da lesene; quello inferiore, d'ordine dorico, presenta centralmente il portale maggiore e ai lati i due ingressi secondari, mentre quello superiore, in stile ionico, è caratterizzato da una finestra e sormontato dal timpano di forma triangolare.
Ai lati della parrocchiale si elevano i due campanili gemelli, ognuno dei quali presenta all'altezza della cella quattro monofore a tutto sesto ed è coronato da una cupoletta.

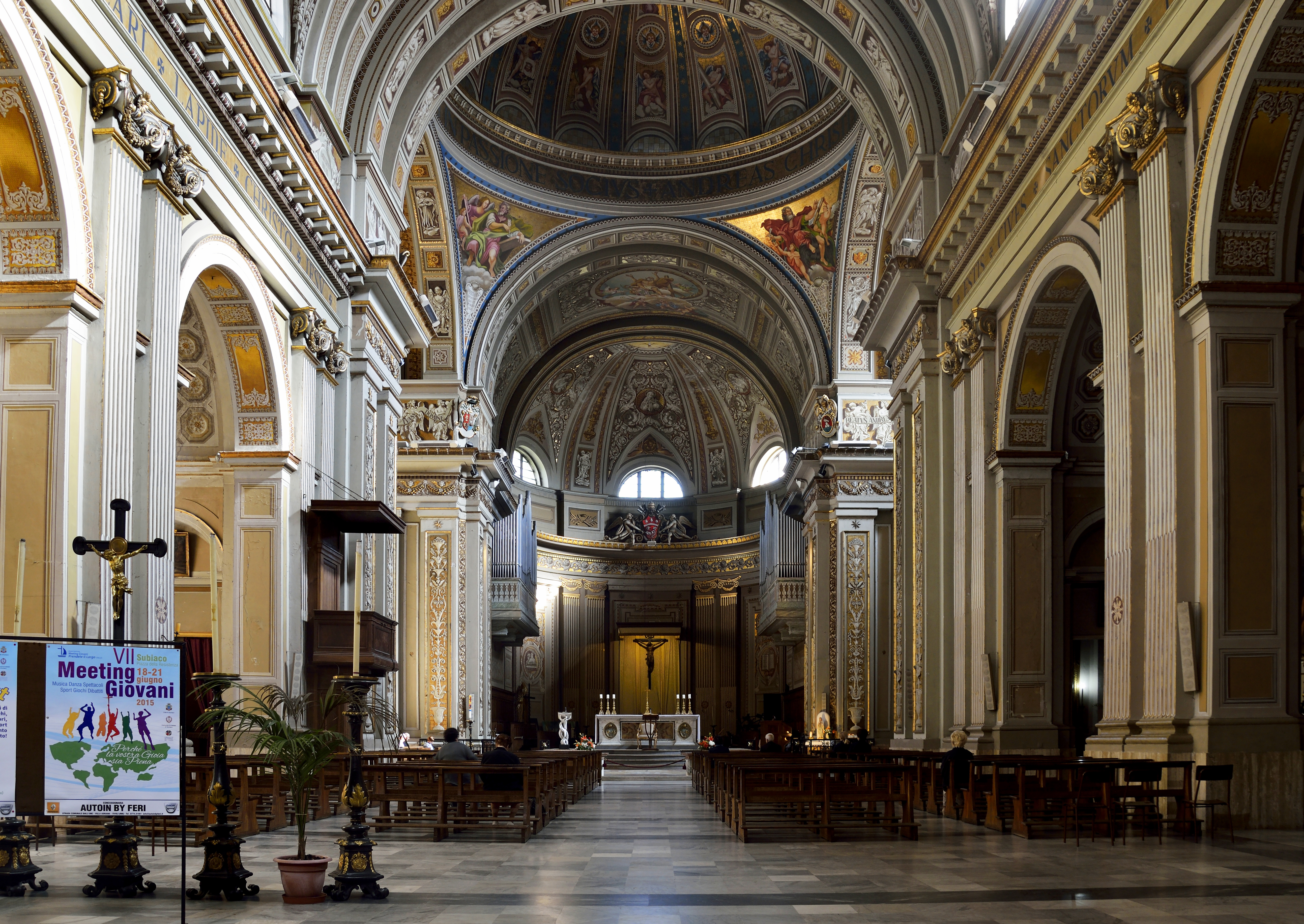
L'interno

### Interno
L'interno dell'edificio si compone di un'unica navata, sulla quale si affacciano i bracci del transetto e le cappelle laterali, introdotte da archi a tutto sesto, e le cui pareti sono scandite da lesene sorreggenti il cornicione sopra cui si imposta la volta a botte unghiata; al termine dell'aula si sviluppa il presbiterio, rialzato di alcuni gradini e chiuso dall'abside di forma semicircolare.